# Belägringen av Kolberg
Belägringen av Kolberg ägde rum från mars till 2 juli 1807 och var en del av det fjärde koalitionskriget. En fransk armé och ett flertal utländska hjälptrupper (inklusive polska rebeller) belägrade den preussiska befästa staden Kolberg, som var preussarnas sista kvarvarande fästning i Pommern. Belägringen blev resultatlös, eftersom den slutligen bröts efter offentliggörandet av freden i Tilsit.

## Förlopp
Efter det preussiska nederlaget i slaget vid Jena-Auerstedt i slutet av 1806 marscherade franska trupper norrut mot preussiska Pommern). Fästningsstaden Stettin (Szczecin) kapitulerade utan strid, och provinsen ockuperades av fransmännen.
Kolberg stod kvar och genomförandet av en fransk belägring försenades till mars 1807 av Ferdinand von Schills frikår som företog krigsrörelser runt fästningen och tillfångatog den franska befälhavaren Claude-Victor Perrin. Under månaderna som följde förberedde Kolbergs militära befälhavare, Louis Maurice de Lucadou, samt Joachim Nettelbeck, talesmannen för stadens befolkning, fästningens försvarsverk.
De franska styrkorna under Pietro Teuliés befäl, som främst bestod av italienska soldater, lyckades omringa Kolberg i mitten av mars. Napoleon gav befälet för belägringsstyrkan till Louis Henri Loison, och Fredrik Vilhelm III anförtrodde Kolbergs försvar till August von Gneisenau.
I början av april var belägringsstyrkorna för en kort tid under befäl av Édouard Mortier, som hade marscherat med en stor styrka från det belägrade svenska Stralsund till Kolberg men beordrades att återvända när Stralsunds försvarare hade återtagit sina förlorade ställningar. Andra förstärkningar kom från medlemsstaterna i Rhenförbundet (Kungariket Württemberg, vissa sachsiska hertigdömen och hertigdömet Nassau), Kungariket Holland och Frankrike.
Medan Kolbergs västra omgivningar stod under försvararnas fulla kontroll, koncentrerade de franska styrkorna sig på fästningens östra omgivningar, där Wolfsbergs skans hade uppförts under Lucadous befallning. Ett svenskt och ett brittiskt fartyg bistod försvararna från Östersjön.
I slutet av juni beordrade Napoleon att förstärka den franska belägringsstyrkan ytterligare för att kunna nå ett avgörande. Då koncentrade de franska styrkorna sig på att ta hamnen norr om staden.
Den 2 juli upphörde striderna när Preussen hade kommit överens om en ofördelaktig fred, efter att landets allierade Ryssland hade lidit ett avgörande nederlag vid Friedland. Av de tjugo preussiska fästningarna var Kolberg en av de få som fanns kvar i preussarnas händer tills krigsslutet. Striden blev en preussisk myt och användes senare som nazistiskt propagandamedel. Medan stadens invånare, före andra världskriget, hedrade de preussiska försvararna hedrade man befälhavaren för de polska trupperna efter att staden överlämnades till Polen.

## Kolberg på film
Belägringen blev under andra världskriget föremål för en tysk filmatisering. Det var Brinnande hjärtan (tyska: Kolberg), ett påkostat drama regisserat av Veit Harlan på beställning av Joseph Goebbels.